# Муниципальные выборы в Вене (1923)
Выборы в Венский общинный совет 1923 года состоялись 21 октября одновременно с общенациональными парламентскими выборами.

## Результаты
Перед выборами число мандатов в Венском общинном совете было уменьшено с 165 до 120.
Парламентские и муниципальные выборы 1923 года в Вене характеризовались высокой электоральной активностью — явка избирателей составила 91%.
На выборах в Венский общинный совет большинство голосов было подано за Социал-демократическую рабочую партию (СДРП) — 55,9% (78 мандатов). Христианско-социальная партия (ХСП) сумела завоевать симпатии 33% избирателей (41 мандат).
Помимо СДРП и ХСП, в Венский общинный совет также прошла Еврейская национальная партия — 2,4% голосов (1 мандат). 
По результатам выборов сразу три политических организации утратили своё представительство в городском совете — пангерманская Великонемецкая народная партия, объединение «Демократы», а также Социалистическая и демократическая партия чехословаков.
В избирательной кампании также принимала участие леворадикальная Коммунистическая партия Австрии (КПА), но ей не удалось составить конкуренцию СДРП среди столичных рабочих — на муниципальных выборах в Вене КПА поддержали 1,3% избирателей.
Таблица выборов 21 октября 1923 года в Венский общинный совет: результаты
| Партии | Партии | Сокр. | Голоса    | Процент | Места |
| ------ | --- | ----- | --------- | ------- | ----- |
|        | Социал-демократическая рабочая партия (Sozialdemokratische Arbeiterpartei)                                              | SDAP  | 573 305   | 55,9%   | 78    |
|        | Христианско-социальная партия (Christlichsoziale Partei)                                                                | CSP   | 338 580   | 33,0%   | 41    |
|        | Великонемецкая народная партия (Großdeutsche Volkspartei)                                                               | GDVP  | 50 357    | 4,9%    | —     |
|        | Еврейская национальная партия (Jüdischnationale Partei)                                                                 | JNP   | 24 253    | 2,4%    | 1     |
|        | Демократы (Demokraten)                                                                                                  | DMK   | 17 669    | 1,7%    | —     |
|        | Коммунистическая партия Австрии (Kommunistische Partei Österreichs)                                                     | KPÖ   | 13 748    | 1,3%    | —     |
|        | Социалистическая и демократическая партия чехословаков (Partei der sozialistischen und demokratischen Tschechoslowaken) | PSDČ  | 7 603     | 0,7%    | —     |
|        | Всего |       | 1 140 323 | 100%    | 120   |

## Последствия
В ноябре 1923 года представитель СДРП Якоб Ройманн подал в отставку с поста бургомистра Вены. Тогда же Венский общинный совет избрал нового городского главу — социал-демократа Карла Зейца, первого федерального президента Австрии. Успех СДРП на муниципальных выборах в столице в 1923 году способствовал дальнейшему развитию программы модернизации города, вошедшей в историю как феномен «Красной Вены».